# Министерство обороны Ирака
Министерство обороны Иракской Республики — орган исполнительной власти, проводящий государственную политику и осуществляющий государственное управление в области обороны и обеспечения внутренней безопасности.

## История
После окончания военной операции и свержения правительства Саддама Хуссейна, 23 мая 2003 года командование коалиционных сил объявило о роспуске вооружённых сил Ирака и расформировании министерства обороны Ирака.
25 июня 2003 года под руководством американской компании «Vinnell Corporation» началась подготовка первых девяти пехотных батальонов для «Новой Армии Ирака».
3 сентября 2003 года командование коалиционных сил объявило о создании "гражданских сил обороны" (ICDC, Iraqi Civil Defense Corps).
22 февраля 2004 года в соответствии с приказом № 61 оккупационной администрации (Coalition Provisional Authority Order 61) было создано министерство обороны Ирака.
22 апреля 2004 года здания, техника, вооружение и личный состав ICDC были переданы в распоряжение министерства обороны Ирака.

## Министры
(список неполный)

### Королевство Ирак
- Джафар аль-Аскари (1920—1922)
- Нури аль-Саид (1922—1924)
- Ясин аль-Хашеми (1924—1925)
- Нури аль-Саид (1925—1928)
- Мухаммед Амин Заки (1928—1929)
- Нури аль-Саид (1929—1930)
- Джафар аль-Аскари (1930—1932)
- Рашид аль-Khawja (1932—1933)
- Джалаль Бабан (1933)
- Нури аль-Саид (1933—1934)
- Рашид аль-Khawja (1934)
- Джамиль аль-Мидфаи (1934—1935)
- Рашид аль-Khawja (1935)
- Джафар аль-Аскари (1935—1936)
- Абд ал-Латиф Нури (1936—1937)
- Джамиль аль-Мидфаи (1937—1938)
- Таха аль-Хашеми (1938—1941)
- Наджи Шоукат (1941)
- Назиф аль-Шауи (1941)
- Нури аль-Саид (1941—1942)
- Тахсин Али (1944)
- Аршад аль-Умари (1944)
- Исмаил Намиг (1944—1946)
- Саид Хакки (1946)
- Шакир аль-Вади (1946—1948)
- Аршад аль-Умари (1948)
- Садик Бассам (1948)
- Шакир аль-Вади (1948—1949)
- Умар Назми (1949—1950)
- Шакир аль-Вади (1950—1952)
- Хусам аль-Дин Джумаа (1952)
- Нур аль-Дин Махмуд (1952—1953)
- Нури аль-Саид (1953)
- Хусейн Макки Хаммас (1953—1954)
- Нури аль-Саид (1954—1957)
- Ахмад Мухтар Бабан (1957)
- Абд аль-Ваххаб Мурджан (1957—1958)
- Нури аль-Саид (1958)

### Иракская республика
- Абдель Керим Касем (14 июля 1958 — 8 февраля 1963)
- Салих Махди Аммаш (8 февраля 1963 — ноябрь 1963)
- Хардан ат-Тикрити (1963—1964)
- Тахир Яхья (1964—1965)
- Абдель Азиз аль-Удейли (1965—1966)
- Шакри Махмуд Шукри (1966—1968)
- Ибрагим Абдель Рахман Дауд (17-30 июля 1968)
- Хардан ат-Тикрити (30 июля 1968 — 3 апреля 1970)
- Хаммад Шихаб (3 апреля 1970 — июнь 1973)
- Рашид аль-Рифаа (июль 1970—1974)
- Ахмед Хасан аль-Бакр (1974 — октябрь 1977)
- Аднан Хейраллах (октябрь 1977 — 4 мая 1989)
- Абдель-Джаббар Халил Шаншаль (Abdel Jabbar Khalil Shanshal) (1989 - 13 декабря 1990)
- Саади Тума Аббас (Saadi Tuma Abbas) (13 декабрь 1990[2]- апрель 1991)
- Хусейн Кемил (апрель 1991-ноябрь 1995)
- Али Хасан аль-Маджид (1991-июль 1995)
- Султан Хашим Ахмад (июль 1995—2003)
- Али Аллауи (временный; 4 апреля 2004 — июнь 2004)
- Хазим аш-Шаалян (временный; июнь 2004 — апрель 2005)
- Саадун аль-Дулайми (апрель 2005 — май 2006)
- Абдул Кадир аль-Обейди (май 2006 — декабрь 2010)
- Нури аль-Малики (декабрь 2010 — август 2011)
- Саадун аль-Дулайми (август 2011 — октябрь 2014)
- Халед аль-Обайди (октябрь 2014 — август 2016)
- Отман аль-Ганми (временный; август 2016 — январь 2017)
- Эрфан аль-Хияли (январь 2017 — июнь 2019)
- Наджах аль-Шаммари (июнь 2019 — май 2020)
- Джума Инад (6 мая 2020 — 27 октября 2022)
- Табит аль-Аббаси (с 27 октября 2022)